# Mount Hopeful
Mount Hopeful ist ein rund 700 m hoher Berg auf King George Island im Archipel der Südlichen Shetlandinseln. Er ragt 2,5 km nördlich des Kopfendes der King George Bay und 2,5 km südöstlich des Rea Peak in den Arctowski Mountains auf.
Das UK Antarctic Place-Names Committee benannte ihn 1960 nach dem Schoner Hopeful des britischen Walfangunternehmens Samuel Enderby & Sons, dessen Begleitschiff, der Kutter Rose, Ende 1833 oder im Januar 1834 bei 60° 17′ S, 53° 26′ W vom Packeis zerquetscht wurde und unterging. Wenngleich die Besatzung lebend geborgen werden konnte, wurde die Antarktisfahrt unmittelbar danach abgebrochen.